# Tour Down Under 2008
El Tour Down Under 2008, 10a edició del Tour Down Under, es va celebrar entre el 22 i el 27 de gener de 2008 pels voltants d'Adelaida, al sud d'Austràlia. El Tour Down Under fou la primera cursa ciclista de fora d'Europa que forma part de l'UCI ProTour.
Aquesta edició fou guanyada per l'alemany André Greipel del Team High Road, seguit per l'australià Allan Davis i l'espanyol José Joaquín Rojas.

## Equips participants
| - AG2R La Mondiale - Team CSC - Silence-Lotto - Crédit agricole - Team Milram - Bouygues Telecom - Team High Road | - Team Astana - Caisse d'Epargne - Quick Step - Française des Jeux - Liquigas - Cofidis | - Team Gerolsteiner - Euskaltel-Euskadi - Rabobank - Lampre - Saunier Duval-Scott - Team UniSA |

## Etapes
| Etapa    | Data        | Ciutats d'etapa         | km  | Vencedor de l'etapa | Líder de la general |
| -------- | ----------- | ----------------------- | --- | ------------------- | ------------------- |
| 1a etapa | 22 de gener | Mawson Lakes - Angaston | 129 | Mark Renshaw        | Mark Renshaw        |
| 2a etapa | 23 de gener | Stirling - Hahndorf     | 148 | André Greipel       | Graeme Brown        |
| 3a etapa | 24 de gener | Unley - Victor Harbor   | 139 | Allan Davis         | Mark Renshaw        |
| 4a etapa | 25 de gener | Mannum - Strathalbyn    | 134 | André Greipel       | Mark Renshaw        |
| 5a etapa | 26 de gener | Willunga - Willunga     | 147 | André Greipel       | André Greipel       |
| 6a etapa | 27 de gener | Adelaida > Adelaida     | 88  | André Greipel       | André Greipel       |

### Etapa 1
22-01-2008. Mawson Lakes-Angaston, 129 km
|   | Ciclista           | Equip            | Temps      |
| - | ------------------ | ---------------- | ---------- |
| 1 | Mark Renshaw       | Crédit Agricole  | 3h 13' 33" |
| 2 | José Joaquín Rojas | Caisse d'Epargne | m. t.      |
| 3 | Graeme Brown       | Rabobank         | m. t.      |

|   | Ciclista           | Equip            | Temps      |
| - | ------------------ | ---------------- | ---------- |
| 1 | Mark Renshaw       | Crédit Agricole  | 3h 13' 33" |
| 2 | José Joaquín Rojas | Caisse d'Epargne | + 4"       |
| 3 | Mickaël Buffaz     | Cofidis          | m. t.      |

### Etapa 2
23-01-2008. Stirling-Hahndorf, 148 km
|   | Ciclista      | Equip           | Temps      |
| - | ------------- | --------------- | ---------- |
| 1 | André Greipel | Team High Road  | 3h 46' 55" |
| 2 | Graeme Brown  | Rabobank        | m. t.      |
| 3 | Allan Davis   | UniSA-Australia | m. t.      |

|   | Ciclista      | Equip           | Temps      |
| - | ------------- | --------------- | ---------- |
| 1 | Graeme Brown  | Rabobank        | 7h 00' 18" |
| 2 | Mark Renshaw  | Credit Agricole | m. t.      |
| 3 | André Greipel | Team High Road  | m. t.      |

### Etapa 3
24-01-2008. Unley-Victor Harbor, 139 km
|   | Ciclista       | Equip           | Temps      |
| - | -------------- | --------------- | ---------- |
| 1 | Allan Davis    | UniSA-Australia | 3h 13' 48" |
| 2 | Mark Renshaw   | Crédit Agricole | m. t.      |
| 3 | Matthew Hayman | Rabobank        | m. t.      |

|   | Ciclista      | Equip           | Temps       |
| - | ------------- | --------------- | ----------- |
| 1 | Mark Renshaw  | Credit Agricole | 10h 14' 00" |
| 2 | Allan Davis   | UniSA-Australia | + 2"        |
| 3 | André Greipel | Team High Road  | + 6"        |

### Etapa 4
25-01-2008. Mannum-Strathalbyn, 134 km
|   | Ciclista           | Equip            | Temps      |
| - | ------------------ | ---------------- | ---------- |
| 1 | André Greipel      | Team High Road   | 3h 14' 46" |
| 2 | Mark Renshaw       | Crédit Agricole  | m. t.      |
| 3 | José Joaquín Rojas | Caisse d'Epargne | m. t.      |

|   | Ciclista      | Equip           | Temps       |
| - | ------------- | --------------- | ----------- |
| 1 | Mark Renshaw  | Crédit Agricole | 13h 28' 38" |
| 2 | André Greipel | Team High Road  | + 4"        |
| 3 | Allan Davis   | UniSA-Australia | + 7"        |

### Etapa 5
26-01-2008. Willunga, 147 km
|   | Ciclista             | Equip               | Temps      |
| - | -------------------- | ------------------- | ---------- |
| 1 | André Greipel        | Team High Road      | 3h 26' 46" |
| 2 | Allan Davis          | UniSA-Australia     | m. t.      |
| 3 | José Alberto Benítez | Saunier Duval-Scott | m. t.      |

|   | Ciclista           | Equip            | Temps       |
| - | ------------------ | ---------------- | ----------- |
| 1 | André Greipel      | Team High Road   | 16h 55' 18" |
| 2 | Allan Davis        | UniSA-Australia  | +7"         |
| 3 | José Joaquín Rojas | Caisse d'Epargne | +20"        |

### Etapa 6
27-01-2008. Adelaida, 88 km
|   | Ciclista       | Equip            | Temps      |
| - | -------------- | ---------------- | ---------- |
| 1 | André Greipel  | Team High Road   | 1h 51' 13" |
| 2 | Robert Förster | Gerolsteiner     | m. t.      |
| 3 | Graeme Brown   | Rabobank ProTeam | m. t.      |

|   | Ciclista           | Equip            | Temps       |
| - | ------------------ | ---------------- | ----------- |
| 1 | André Greipel      | Team High Road   | 18h 46' 18" |
| 2 | Allan Davis        | UniSA-Australia  | + 15"       |
| 3 | José Joaquín Rojas | Caisse d'Epargne | + 33"       |

## Classificacions finals

### Classificació general
|    | Ciclista             | Equip               | Temps       |
| -- | -------------------- | ------------------- | ----------- |
| 1  | André Greipel        | Team High Road      | 18h 46' 18" |
| 2  | Allan Davis          | UniSA-Australia     | + 15"       |
| 3  | José Joaquín Rojas   | Caisse d'Epargne    | + 33"       |
| 4  | Mickaël Delage       | FDJ                 | + 37"       |
| 5  | Mickaël Buffaz       | Cofidis             | m. t.       |
| 6  | José Alberto Benítez | Saunier Duval-Scott | + 39"       |
| 7  | Kjell Carlström      | Liquigas            | m. t.       |
| 8  | Luis León Sánchez    | Caisse d'Epargne    | + 41"       |
| 9  | Richie Porte         | UniSA-Australia     | m. t.       |
| 10 | Stuart O'Grady       | Team CSC            | + 42"       |

|   | Ciclista         | Equip            | Temps    |
| - | ---------------- | ---------------- | -------- |
| 1 | Philippe Gilbert | FDJ              | 38 punts |
| 2 | David Moncoutié  | Cofidis          | 22 punts |
| 3 | Mathieu Perget   | Caisse d'Epargne | 18 punts |

|   | Ciclista      | Equip           | Temps    |
| - | ------------- | --------------- | -------- |
| 1 | André Greipel | Team High Road  | 38 punts |
| 2 | Allan Davis   | UniSA-Australia | 34 punts |
| 3 | Mark Renshaw  | Crédit Agricole | 24 punts |

|   | Ciclista           | Equip            | Temps       |
| - | ------------------ | ---------------- | ----------- |
| 1 | José Joaquín Rojas | Caisse d'Epargne | 18h 46' 51" |
| 2 | Mickaël Delage     | FDJ              | + 4"        |
| 3 | Richie Porte       | UniSA Australia  | + 8"        |

|   | Equip               | Nacionalitat | Temps       |
| - | ------------------- | ------------ | ----------- |
| 1 | FDJ                 | França       | 56h 21' 03" |
| 2 | Saunier Duval-Scott | Espanya      | m. t.       |
| 3 | Caisse d'Epargne    | Espanya      | m. t.       |

## Evolució de les classificacions
Aquesta taula mostra el progrés de les diferents classificacions durant el desenvolupament de la prova.
| Etapa (Guanyador)        | Classificació General | Classificació de la Muntanya | Classificació per Punts | Millor jove                    | Classificació per equips                    |
| ------------------------ | --------------------- | ---------------------------- | ----------------------- | ------------------------------ | ------------------------------------------- |
| 0Etapa 1 (Mark Renshaw)  | Mark Renshaw          | Philippe Gilbert             | Mickaël Buffaz          | José Joaquín Rojas             | AG2R-La Mondiale                            |
| 0Etapa 2 (André Greipel) | Graeme Brown          | Philippe Gilbert             | Mickaël Buffaz          | José Joaquín Rojas             | Team Astana                                 |
| 0Etapa 3 (Allan Davis)   | Mark Renshaw          | Philippe Gilbert             | Mark Renshaw            | José Joaquín Rojas             | Team High Road                              |
| 0Etapa 4 (André Greipel) | Mark Renshaw          | Philippe Gilbert             | Mark Renshaw            | José Joaquín Rojas             | Team CSC                                    |
| 0Etapa 5 (André Greipel) | André Greipel         | Philippe Gilbert             | André Greipel           | José Joaquín Rojas             | Française des Jeux                          |
| 0Etapa 6 (André Greipel) | André Greipel         | Philippe Gilbert             | André Greipel           | José Joaquín Rojas             | Française des Jeux                          |
| Total                    | André Greipel         | Philippe Gilbert             | André Greipel           | Millor jove José Joaquín Rojas | Classificació per equips Française des Jeux |

## Classificació de l'UCI ProTour 2008 després d'aquesta prova
| Posició | Posició prèvia | Ciclista             | Equip               | Punts |
| ------- | -------------- | -------------------- | ------------------- | ----- |
| 1       | -              | André Greipel        | Team High Road      | 62    |
| 2       | -              | José Joaquín Rojas   | Caisse d'Epargne    | 38    |
| 3       | -              | Mickael Delage       | Française des Jeux  | 30    |
| 4       | -              | Mickaël Buffaz       | Rabobank            | 25    |
| 5       | -              | José Alberto Benítez | Saunier Duval-Scott | 21    |
| 6       | -              | Kjell Carlström      | Liquigas            | 15    |
| 7       | -              | Luis León Sánchez    | Caisse d'Epargne    | 10    |
| 8       | -              | Mark Renshaw         | Crédit Agricole     | 7     |
| 9       | -              | Graeme Brown         | Rabobank            | 4     |
| 10      | -              | Stuart O'Grady       | Team CSC            | 2     |